# Megalocranchia
Megalocranchia Pfeffer, 1884 è un genere di molluschi cefalopodi appartenente alla famiglia Cranchiidae.

## Descrizione
Megalocranchia ha mantello conico, slanciato che termina posteriormente con una punta. Il tessuto del mantello è trasparente, molto sottile e di consistenza cuoiosa; nelle paralarve è presente un'epidermide gelatinosa. Le pinne sono lunghe fino al 50% della lunghezza del mantello, hanno forma a punta di lancia e giungono all'estremità posteriore del corpo. Gli occhi sono grandi, sporgenti e rivolti in avanti, la loro forma è sferica. Sul lato ventrale dei globi oculari vi sono due fotofori di cui il posteriore più grande. Le ventose delle braccia sono piccole; le femmine adulte e gli immaturi di entrambi i sessi hanno dei fotofori all'estremità di alcune braccia. I tentacoli sono corti ma robusti, con clave tentacolari abbastanza lunghe ed espanse che portano ventose in 4 serie poste su brevi peduncoli. C'è un grade fotoforo sui visceri presso la ghiandola digestiva e il sacco dell'inchiostro.
Sono tra i Cranchiidae più grandi potendo raggiungere 1,8 m di lunghezza del solo mantello.

## Distribuzione e habitat
Il genere è presente in tutti gli oceani nelle fasce da equatoriali a subtropicali.
Come avviene in genere nei Cranchiidae le paralarve e i giovanili si trovano a basse profondità mentre gli esemplari via via più grandi tendono a discendere a profondità maggiori. Gli adulti sono batipelagici e vivono fino a oltre 2000 m di profondità. Sembra che gli adulti effettuino una migrazione nictemerale portandosi a profondità minori durante la notte nelle zone mesopelagica o addirittura epipelagica.

## Biologia

### Riproduzione
Sembra che la riproduzione avvenga presso la superficie nelle ore notturne.

## Tassonomia
Il genere comprende tre specie::
- Megalocranchia fisheri (Berry, 1909)
- Megalocranchia maxima (Pfeffer, 1884)
- Megalocranchia oceanica (Voss, 1960)